# Зауральский сельсовет
Заура́льский сельсовет — упразднённые административно-территориальная единица и муниципальное образование со статусом сельского поселения в Каргапольском районе Курганской области Российской Федерации.
Административный центр — село Зауральское.
Законом Курганской области от 30.11.2021 № 136 был упразднён 17 декабря 2021 года в связи с преобразованием муниципального района в муниципальный округ.

## История
В соответствии с Законом Курганской области от 6 июля 2004 года № 419 сельсовет наделён статусом сельского поселения.

## Население
| 1989 | 2002 | 2010 | 2012 | 2013 | 2014 | 2015 |
| ---- | ---- | ---- | ---- | ---- | ---- | ---- |
| 876  | ↗934 | ↘691 | ↘657 | ↘604 | ↘591 | ↘575 |
| 2016 | 2017 | 2018 | 2019 | 2020 |      |      |
| ↘554 | ↘523 | ↘509 | ↘489 | ↘483 |      |      |

## Состав сельского поселения
| № | Населённый пункт | Тип населённого пункта       | Население |
| - | ---------------- | ---------------------------- | --------- |
| 1 | Вишневка         | деревня                      | ↘35       |
| 2 | Зауральское      | село, административный центр | ↗451      |
| 3 | Лесное           | деревня                      | ↘123      |
| 4 | Орловка          | деревня                      | ↘60       |
| 5 | Шуткино          | деревня                      | ↘22       |